# Meteos
Meteos (メテオス Meteosu?) es un videojuego de puzle de acción para la consola portátil Nintendo DS. El nombre del juego proviene de la palabra meteoro en inglés (meteor), transliterada "meteo". El juego fue desarrollado por Q Entertainment y publicado por Nintendo y Bandai. Tetsuya Mizuguchi fue el productor del juego, mientras que Masahiro Sakurai fue su diseñador. El 10 de marzo de 2005 fue lanzado en Japón, y el 27 de junio del mismo año en Norteamérica. Meteos fue muy bien recibido luego de su lanzamiento. A veces se lo compara con Lumines, un juego para PSP hecho por el mismo desarrolladora, que también presenta bloques que caen. En general Meteos se basa más en la velocidad y los reflejos, mientras que Lumines lo hace más con el ritmo y concentración. Meteos se inspiró en el videojuego Missile Command (1980), la película The Matrix (1999) y la serie de televisión 24 (2001-2010).

## Tipo de juego y controles
La mayor parte de la acción ocurre en la pantalla inferior de la consola DS (el juego la denomina "atmósfera"). Los bloques ("Meteos") caen desde la parte superior de la pantalla apilándose. El jugador puede mover bloques arriba y abajo en una pila usando el lápiz, o la cruz de control y el botón A. La idea es alinear tres o más bloques iguales. Cuando se forma una fila de al menos tres bloques iguales, en horizontal o vertical, dicha fila de bloques hará "ignición" y se transformará en una especie de cohete. Este cohete elevará la fila y los bloques sobre ésta hacia la parte superior de la pantalla. Si con los bloques que están siendo elevados el jugador forma rápidamente más filas de bloques iguales, generará una "segunda Ignición". Además, si una pila de bloques en "ignición" pierde potencia y vuelve a caer, y al hacerlo provoca la ignición de otro grupo de bloques, la pila recuperará la potencia pero con mucha más fuerza que antes.
La meta del juego es elevar los bloques desde la pantalla inferior (atmósfera) de la consola DS hacia la superior (órbita), donde se convierten en chispas. Si cualquier columna de bloques no elevados supera el límite superior de la pantalla inferior, se acaba el juego (Aniquilación).Cuando una pila de bloques esté peligrosamente alta, comenzará a parpadear y el juego emitirá un sonido de advertencia que durará hasta perder el juego, o hasta que el jugador a través de una acción rápida evite el desastre. Al presionar los botones L o R, o tocando el icono apropiado en la pantalla inferior, se acelera la caída de los bloques. Ciertos modos de juego le permiten al jugador reunir objetos que producen útiles efectos una vez activados. En Meteos hay 32 planetas diferentes, que sirven como los distintos niveles del juego. Las diferencias entre los niveles son variadas, incluyendo el tamaño del campo de juego, los bloques (tanto su apariencia como el tipo), la gravedad, y la aceleración que reciben los bloques de igniciones horizontales y verticales. Un mundo, Oleana, tiene bloques que caen como si estuvieran bajo el agua; en otro mundo, Gravitas, la gravedad es tan fuerte que es casi obligatorio usar la "segunda ignición" para sacar los bloques de la pantalla. Un mundo, Havendor, no tiene gravedad, lo que provoca que al momento de juntar tres o más bloques iguales, estos salgan al instante disparados fuera de la pantalla. Todos los bloques elevados que no fueron parte de la ignición (tres o más bloques iguales), se acumulan en el perfil del 
jugador, y se pueden utilizar en un proceso llamado "Fusión", para desbloquear planetas, pistas de audio, objetos, y "Metales raros", que sirven como ingredientes para las fusiones.

## Desarrollo y lanzamiento
Meteos fue desarrollado por Q Entertainment y lanzado por Bandai en Japón y Nintendo en Estados Unidos. El juego fue anunciado por primera vez por Nintendo en agosto de 2004; fue producido por el fundador de Q Entertainment, Tetsuya Mizuguchi, quien también produjo Space Channel 5 (1999) y Rez (2001) de Sega. El exalumno de HAL Laboratory y creador de la serie Kirby Masahiro Sakurai, fue el diseñador del juego, y Takeshi Hirai fue su director, mientras que Takayuki Nakamura y Kaori Takazoe produjeron la banda sonora del juego. Los géneros musicales utilizados para cada planeta incluyen clásica, country, pop y balinesa, y música que recuerda a la utilizada en Space Invaders (1978).
El juego fue concebido cuando Tetsuya Mizuguchi le pidió a Masahiro Sakurai que hiciera un rompecabezas de bloques que caían. Creyendo que el género de los juegos de rompecabezas no había evolucionado desde Tetris Attack (1995), Sakurai originó la idea de que los bloques cayeran y volvieran a dispararse. El prototipo del juego fue creado en tres días por un diseñador, un programador y un artista gráfico; se inspiró en la serie de televisión 24, la película The Matrix y el videojuego Missile Command. Según Mizuguchi, el trabajo de cámara de 24 y el comienzo de The Matrix, en el que el código de computadora verde cae en cascada por la pantalla, sirvieron como base del concepto del juego de rompecabezas. En una entrevista de Famitsu, Sakurai dijo que el video CG de apertura que explica su historia de fondo se agregó para brindar una sensación del mundo del juego.
El juego se presentó en el stand de Nintendo en la E3 de 2005. El lanzamiento original en Japón de Meteos estaba previsto para el 24 de febrero de 2005. El lanzamiento se pospuso al 10 de marzo debido a cambios de última hora; Mizuguchi se mostró reacio a cambiar la fecha y se disculpó con los fans. El juego se lanzó en Estados Unidos el 27 de junio, en el Reino Unido el 23 de septiembre y en Australia el 24 de noviembre de ese mismo año.

## Recepción
Meteos recibió generalmente elogios de los críticos de videojuegos; el sitio web de agregación de reseñas Metacritic registró una puntuación de 88/100. Según la empresa de investigación de mercado del Reino Unido Chart-Track, después de tres días de lanzamiento, el juego debutó en el número uno en ventas de DS para la semana del 24 de septiembre de 2005. El informe de ventas de 2005 de Chart-Track para el Reino Unido clasificó al juego en el puesto 46 en la categoría de DS, con ventas de aproximadamente 10,000 copias. Para el 12 de noviembre de 2006, había vendido 57,880 copias en Japón. Los críticos de juegos compararon Meteos con otros juegos de rompecabezas, como Tetris y Lumines, este último también lanzado por Q Entertainment para la PlayStation Portable.
Varios críticos elogiaron la jugabilidad. IGN elogió sus modos de juego por ser individualizados y distintivos, mientras que G4 calificó su modo multijugador como "absorbente". Greg Kasavin de GameSpot también elogió los modos para un jugador y multijugador, aunque describió la jugabilidad como "divertida pero predecible". Phil Theobald de GameSpy criticó el control con lápiz táctil de Meteos, considerándolo el principal defecto del juego. Un crítico de Eurogamer señaló el problema del "desplazamiento", donde al desplazarse rápidamente por la pantalla inferior de la Nintendo DS con el lápiz táctil, los Meteos se enlazaban, calificándolo de "fallo fundamental" que molestaba a los jugadores en el modo multijugador. Nintendo World Report también señaló este "truco", calificándolo de "molesto" para los principiantes. Una reseña de Game Revolution fue más crítica, calificando la trama de Meteos de "incomprensible".
El aspecto visual y la banda sonora del juego fueron elogiados; IGN describió el aspecto visual como "nítido y colorido", y Chris Sell de PALGN destacó el diseño artístico y los personajes distintivos. Sell también escribió que la banda sonora "le sienta de maravilla", recordando a la banda sonora de Super Smash Bros. Melee (2001). La reseña del juego en Nintendo World Report indicó que los fanáticos de la música probablemente encontrarían algo que les gustara entre la amplia selección de la banda sonora. Según un colaborador de GamePro, la banda sonora era rápida y se basaba en efectos de sonido, lo que aumentaba el ritmo del juego. Greg Kasavin calificó la banda sonora de "extraordinariamente exagerada" y dijo que la premisa del juego justificaba su ritmo.

## Secuelas y legado
El 7 de septiembre de 2005, el editor de juegos para móviles Gameloft anunció que llevaría Meteos y el otro juego de rompecabezas de Q Entertainment, Lumines, a los teléfonos celulares. El juego fue lanzado el 30 de marzo de 2006, como Meteos Astro Blocks. En 2006, Buena Vista Games anunció que publicaría cuatro juegos de Q Entertainment, incluida la secuela aún no anunciada Meteos: Disney Magic, para Nintendo DS. Meteos: Disney Magic, desarrollado por Platinum Egg y Aspect Co., sigue el concepto básico de Meteos con una serie de cambios, el más notable es el reemplazo de las especies alienígenas del juego con personajes de Disney. Mickey Mouse, Jack Sparrow y Winnie the Pooh aparecen en el juego, cuya trama consiste en restaurar el orden en una bóveda de libros de cuentos después de que su contenido se reorganiza misteriosamente. Esta secuela agregó un cambio significativo en la jugabilidad; la Nintendo DS se sostenía de lado, creando un campo de juego más alto en la pantalla táctil. Además, las fichas ahora se podían arrastrar de izquierda a derecha, mientras que en Meteos las fichas solo se podían mover verticalmente. Meteos: Disney Magic se lanzó en América del Norte el 27 de febrero de 2007, y en Europa el 1 de junio de ese año. Tuvo una recepción menos entusiasta que su predecesor, con una puntuación de 74 sobre 100 de Metacritic. A Phil Theobald de GameSpy le gustó Disney Magic, pero pensó que la dificultad reducida lo hizo menos divertido. En 2007, Hangame lanzó Meteos Online para PC en Japón. El juego gratuito, que ofrecía juego en línea para hasta cuatro jugadores, también estaba previsto para su lanzamiento en teléfonos móviles de SoftBank. En 2008, Meteos Wars se lanzó para Xbox Live Arcade. El juego incluía un modo "versus" para dos jugadores y personajes personalizables. Aunque originalmente estaba previsto para un lanzamiento en octubre de 2008, se retrasó hasta el 10 de diciembre. En 2009, dos paquetes de expansión para el juego estaban disponibles como contenido descargable; el Planet Pack se lanzó el 21 de enero y el Galaxy Pack el 25 de marzo; ambos con nueve nuevos planetas. Meteos Wars fue nominado como Mejor Juego Familiar y Mejor Juego Multijugador Competitivo en la segunda edición anual de los Xbox Live Arcade Awards. El desarrollador chino ShangDiHui lanzó Mini Meteors, descrito por GameSetWatch como un clon de Meteos, en 2011. En enero de 2015, los derechos de Meteos y Lumines fueron comprados a Q Entertainment por el desarrollador de teléfonos inteligentes japonés Mobcast.